# 袁仲一
袁仲一（1932年11月—），江苏省铜山县人，中国考古学家。

## 生平
袁仲一父親雙目失明。1948年，袁仲一考入铜山县簡易師範學習。1950年考入徐州師範學校。畢業後分配到徐州市小學任教。1960年，袁仲一获得上海华东师范大学历史学学士，1963年又獲得該校的中國古代史硕士学位。1963年畢業後分配到陝西省考古研究所。1975年，袁仲一參與发掘和保护秦始皇兵马俑一號坑。1988年，袁仲一擔任秦始皇兵馬俑博物館館長。1994年，袁仲一主持二号坑發掘工作。1998年出任名譽館長。 2003年退休。著作有《秦代陶文》、《秦兵馬俑一號坑發掘報告》。